# Wilmot (Dacota do Sul)
Wilmot é uma cidade localizada no estado norte-americano de Dacota do Sul, no Condado de Roberts.

## Demografia
Segundo o censo norte-americano de 2000, a sua população era de 543 habitantes.
Em 2006, foi estimada uma população de 526, um decréscimo de 17 (-3.1%).

## Geografia
De acordo com o United States Census Bureau tem uma área de
1,3 km², dos quais 1,3 km² cobertos por terra e 0,0 km² cobertos por água. Wilmot localiza-se a aproximadamente 365 m acima do nível do mar.

## Localidades na vizinhança
O diagrama seguinte representa as localidades num raio de 20 km ao redor de Wilmot.